# Śródmieście (Ostrów Wielkopolski)
Osiedle nr 1 „Śródmieście” – osiedle Ostrowa Wielkopolskiego, centralna część miasta skupiająca najważniejsze funkcje administracyjne, handlowe, usługowe i turystyczne.

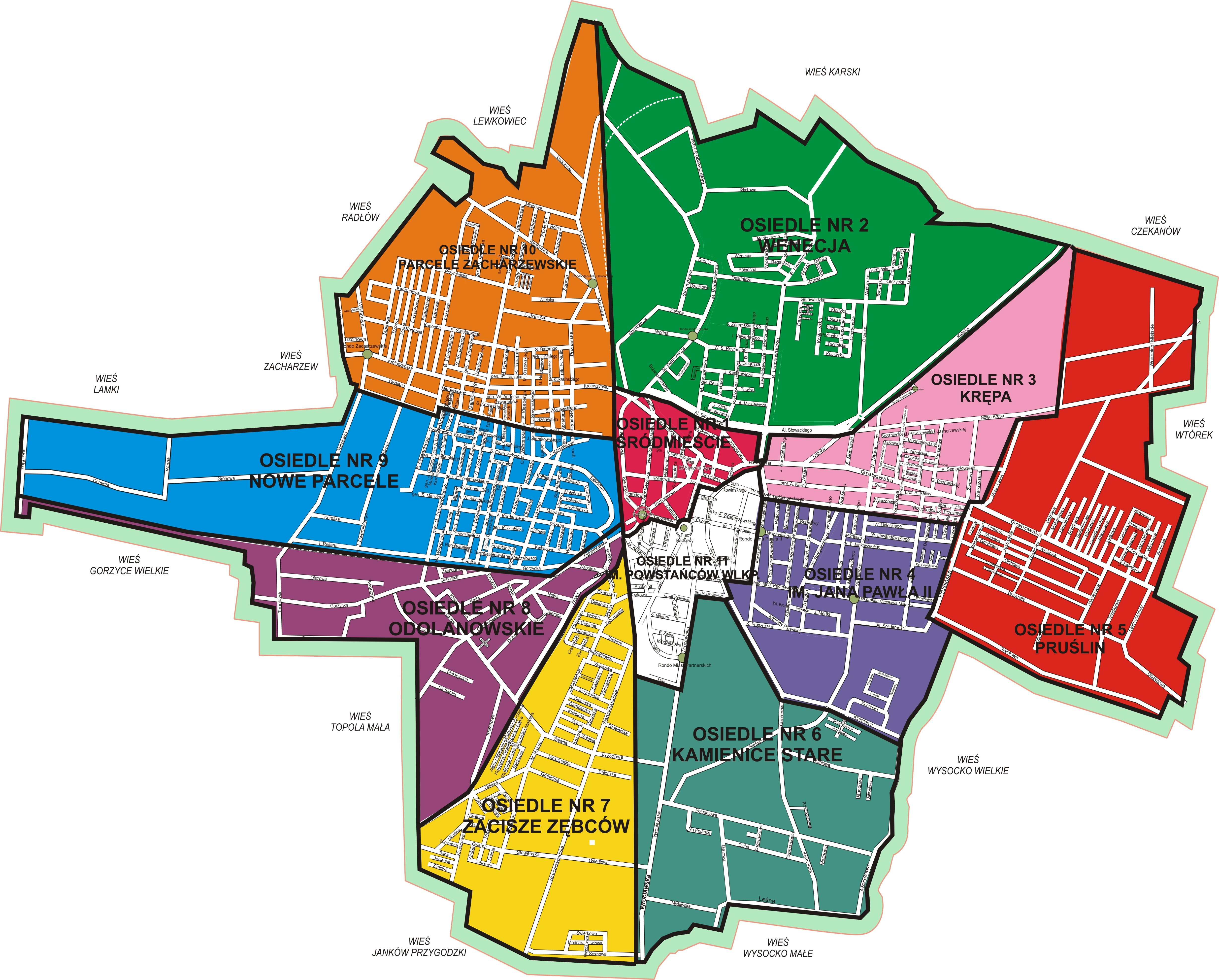
Osiedle administracyjne nr 1 - Śródmieście, nr 11 Powstańców Wielkopolskich

## Historia

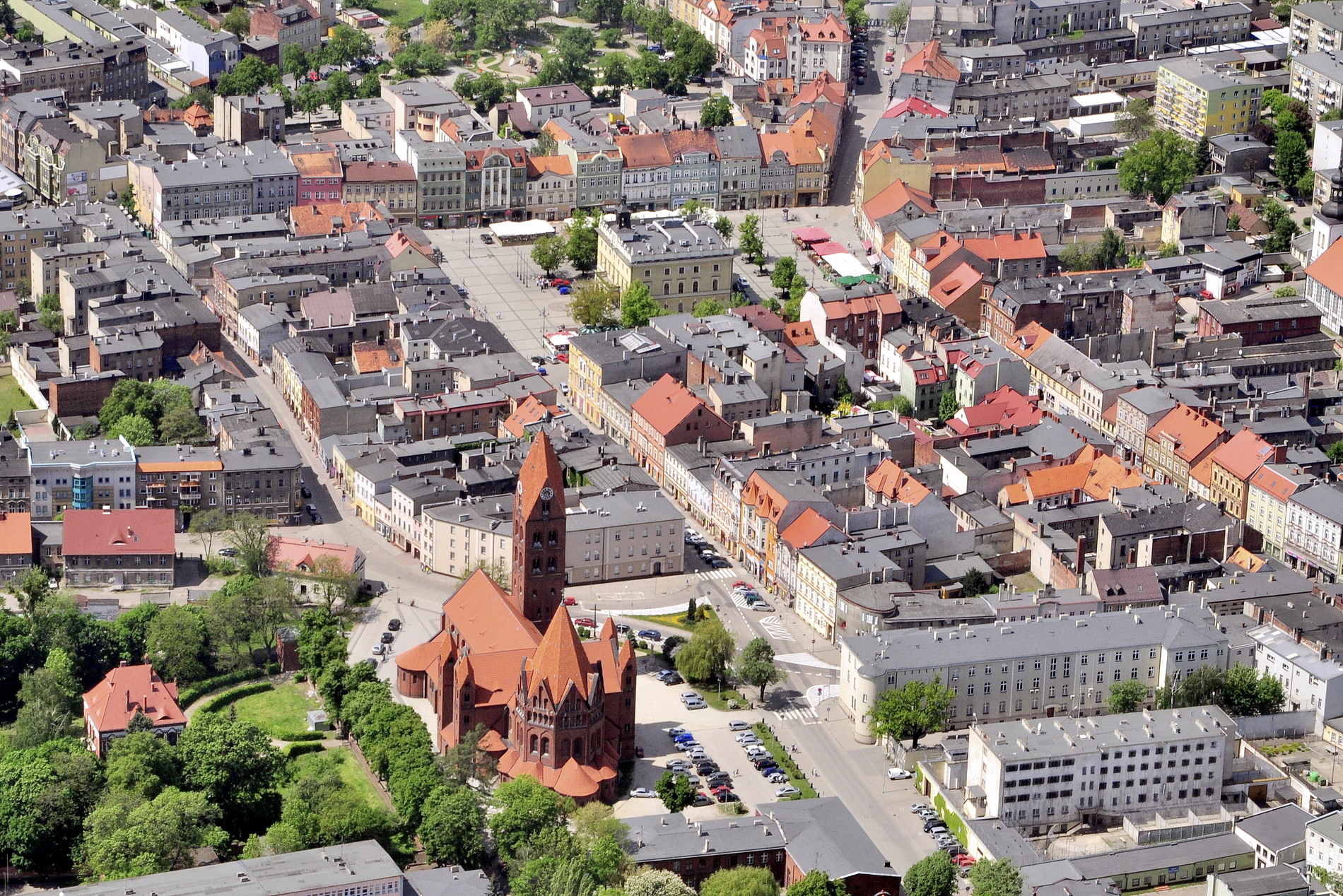
Układ urbanistyczny Śródmieścia

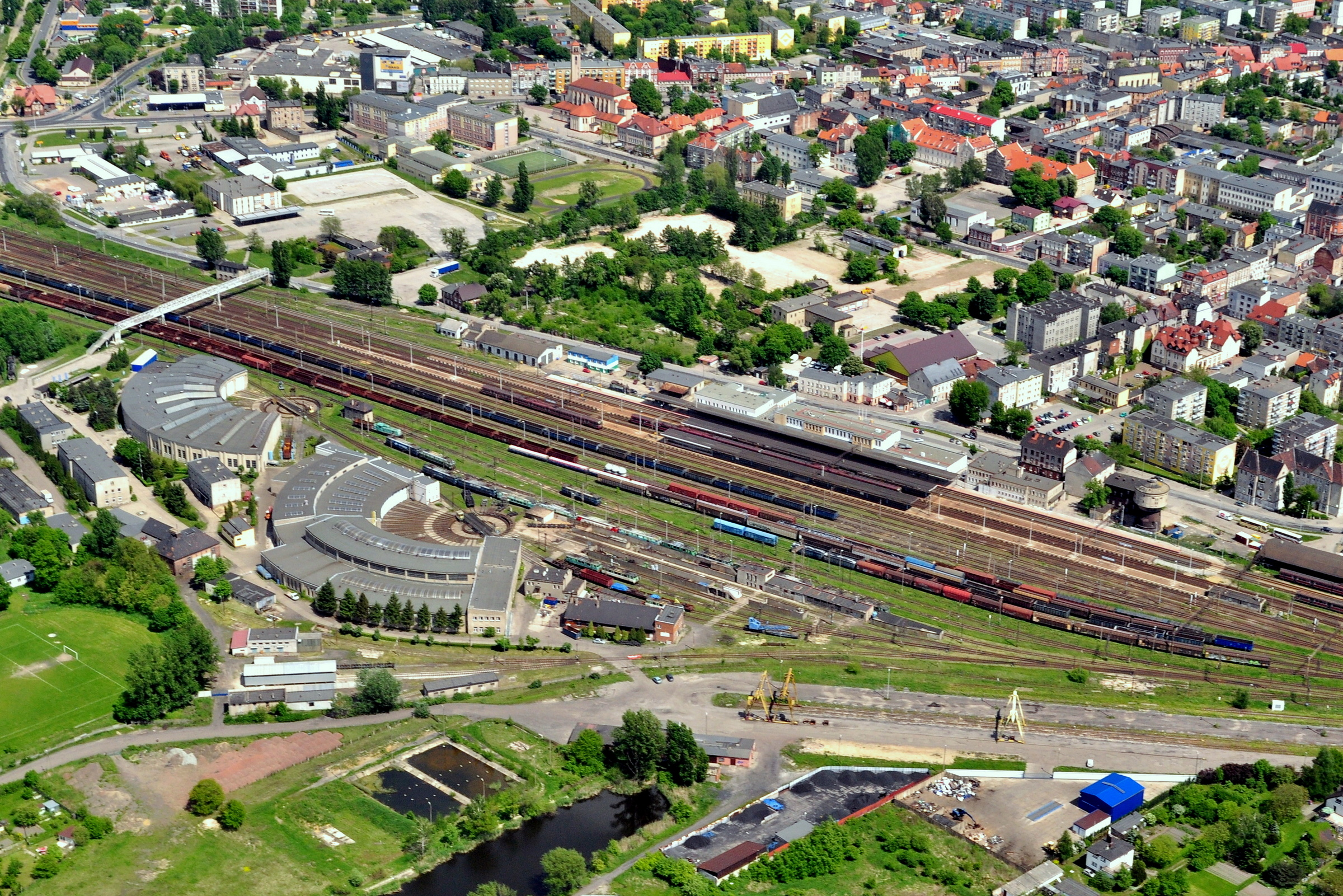
Węzeł kolejowy – zachodnia granica osiedla

W XVIII wieku Ostrów był niewielką mieściną (od 1713 roku na prawie magdeburskim), którego właścicielem był Jan Jerzy Przebendowski. Stopniowo od XVIII wieku do Ostrowa zaczęli napływać przedstawiciele innych narodowości – przybywało Niemców ze Śląska, a także Żydów. Niemieccy protestanci wybudowali w mieście kościół pw. NMP (1777–1778), obecnie najstarszy zachowany budynek w mieście. Społeczność żydowska w tym czasie wzniosła synagogę (w 1765 roku w Ostrowie mieszkały 62 rodziny żydowskie).
W 1845 roku oddano do użytku gimnazjum (obecnie I Liceum Ogólnokształcące), a w 1875 roku stację kolejową.
Układ urbanistyczny oraz archeologiczne warstwy kulturowe (XV, XVII w.), zostały w 1993 roku wpisane do rejestru zabytków.

## Zabytki i turystyka

### Zabytki
Obiekty wpisane w rejestr zabytków województwa wielkopolskiego:
- kościół pw. Najświętszej Marii Panny Królowej Polski (1777–1778)
- ratusz (1828) – siedziba Muzeum Miasta Ostrowa Wielkopolskiego.
- synagoga (1857–1860) – nawiązuje do stylu neomauretańskiego (projekt Moritz Landé).
- budynek dawnej „strzelnicy miejskiej” (1867)
- budynek poczty (1886)
- budynek dawnego kasyna oficerskiego (1897–1899)
- konkatedra pw. św. Stanisława Biskupa (1904–1906)

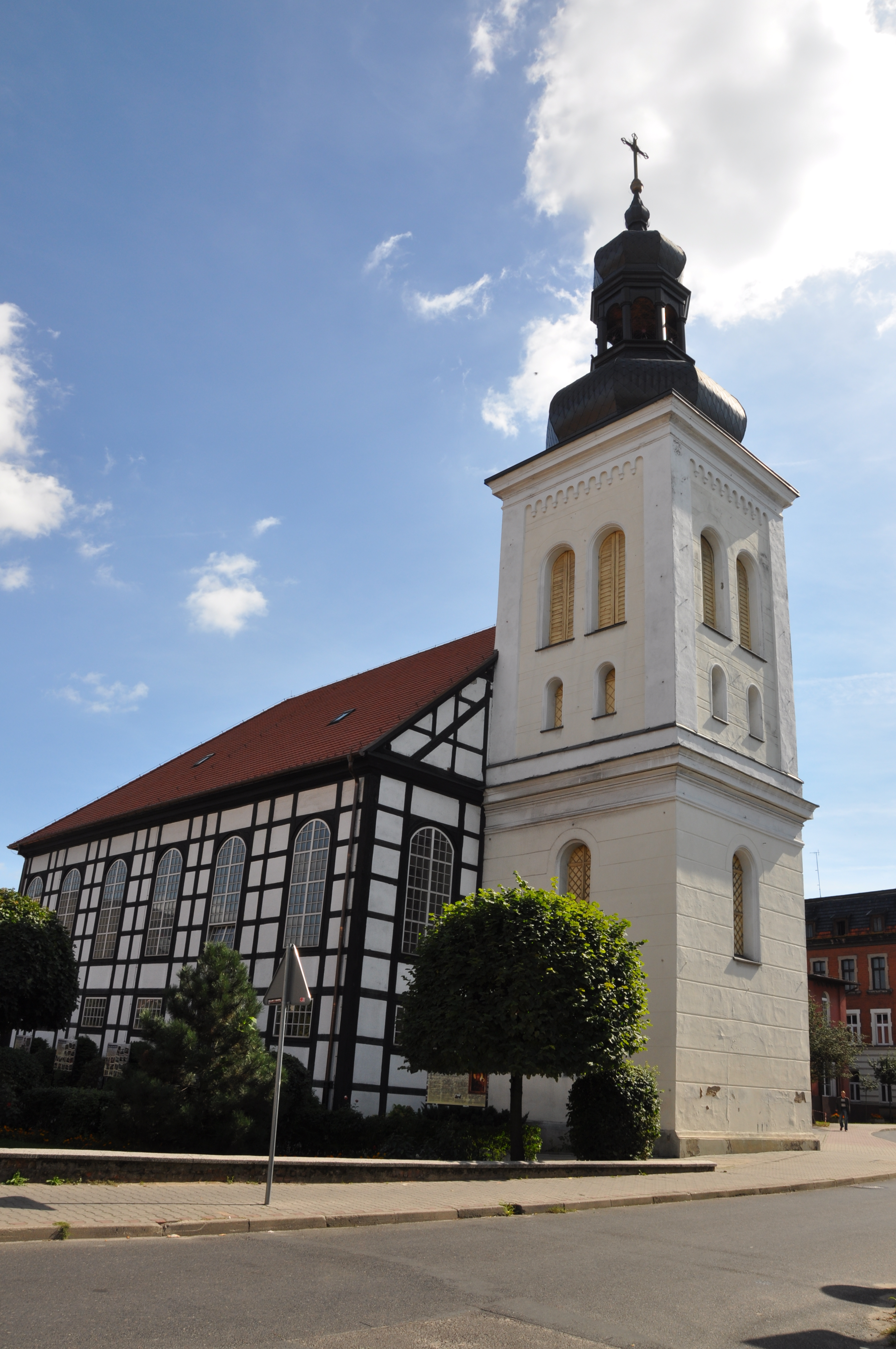
Kościół pw. Najświętszej Marii Panny Królowej Polski (1777–1778)
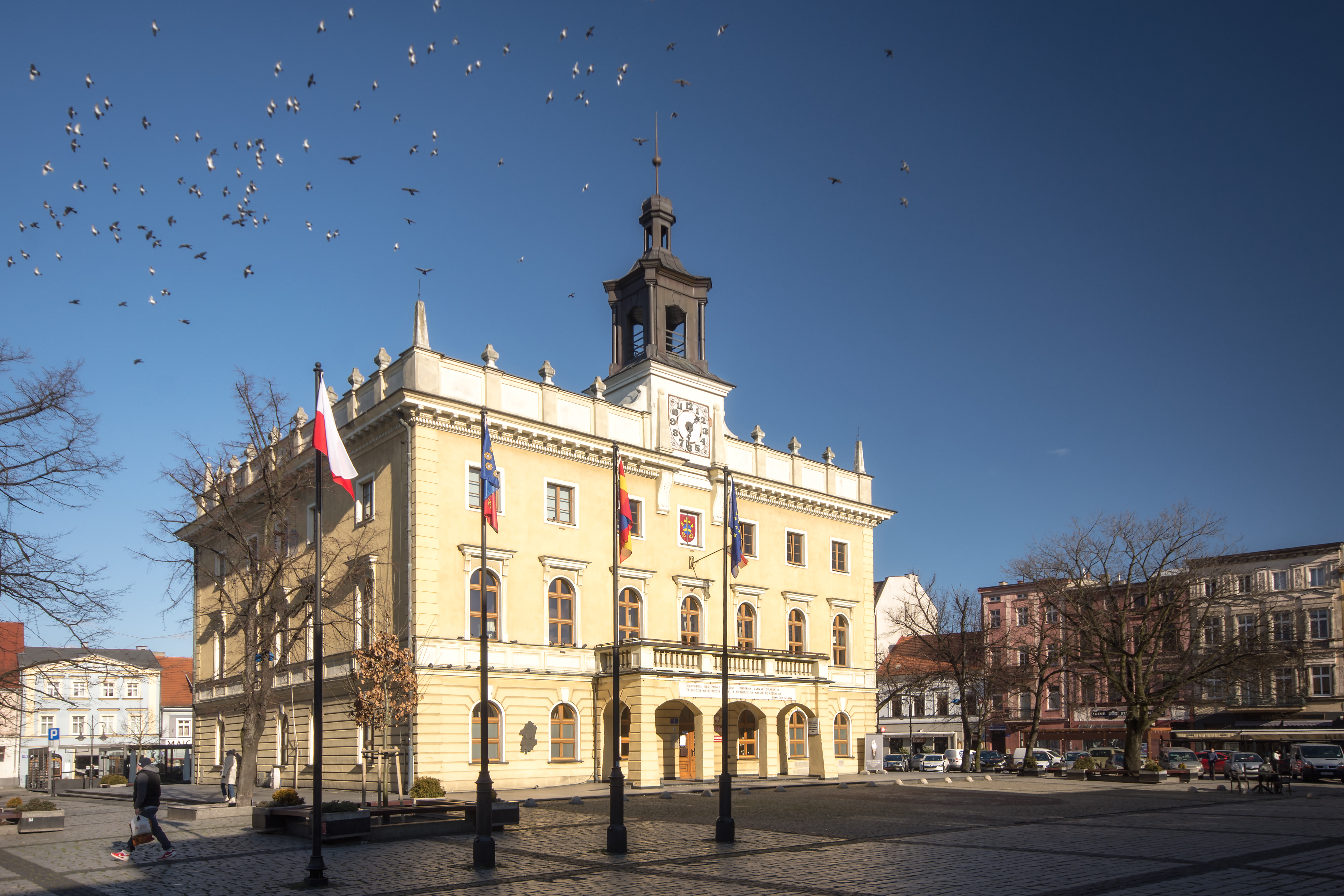
Ratusz (1828)
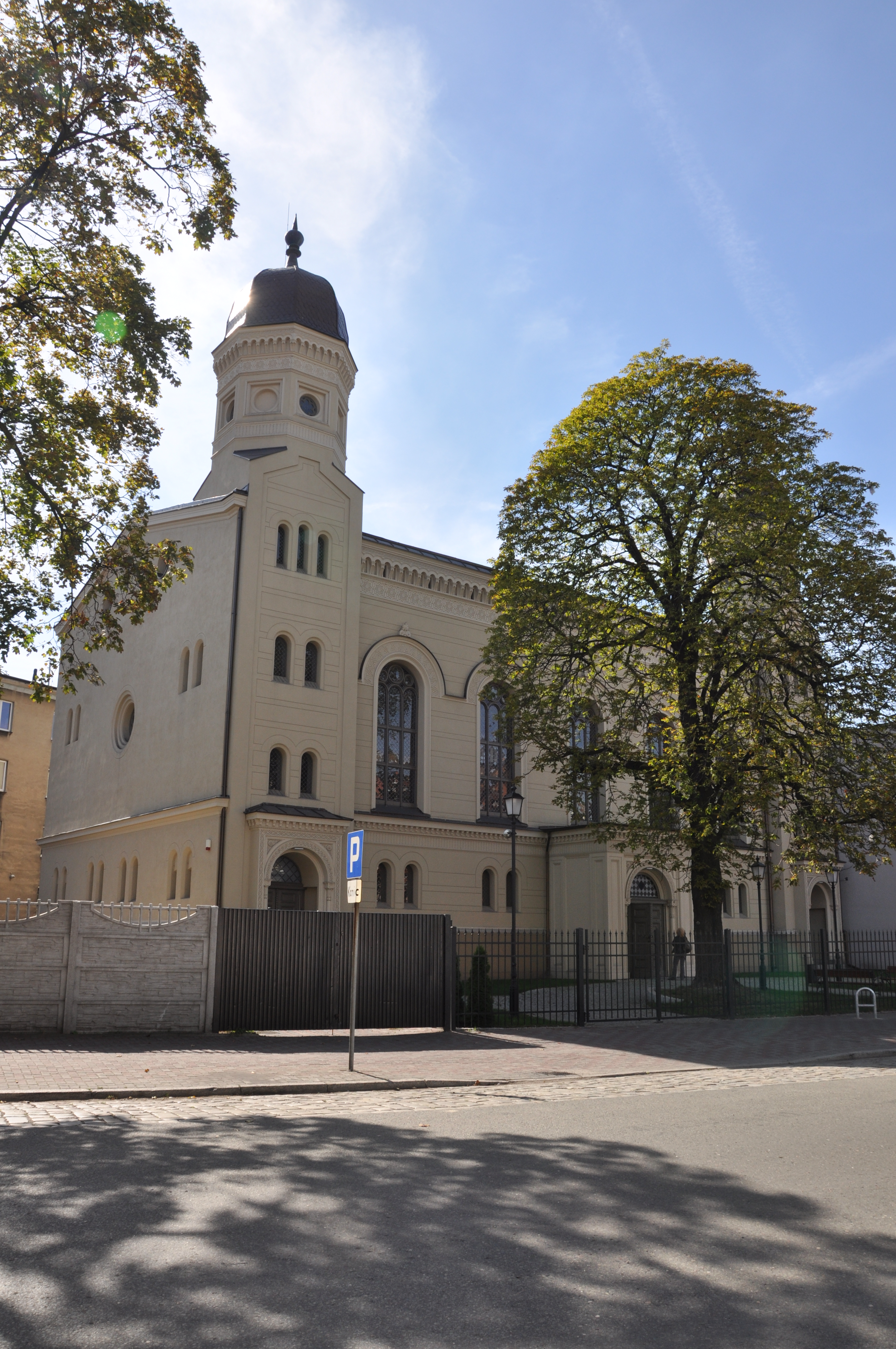
Synagoga (1857–1860)

Pozostałe:
- plac Stefana Rowińskiego (XIX/XX w.)
- Ostrowskie Centrum Kultury, dawny Teatr Miejski (1913)
- Park Miejski
- pompa miejska (XIX w.)
- kościół pw. św. Antoniego z Padwy (1938–1947)
- lapidarium (2008)
- pomnik Mieczysława Ledóchowskiego (1984)
- pomnik „stół burmistrza Stefana Rowińskiego”

### Turystyka
Ostrowskie Śródmieście prezentuje oprócz tego obiekty z okresu: neobaroku (gmach dawnej Kasy Pożyczkowej) i secesji (kamienice).

#### Baza noclegowa
- Hotel Komeda ***
- Hotel Polonia ***
- Hotel Villa Royal ***
- Hotel Omega **